# Konrad Bayer (problemista)
Konrad Bayer, scritto a volte Conrad Bayer (Olomouc, 10 novembre 1828 – Olomouc, 15 ottobre 1897), è stato un compositore di scacchi ceco naturalizzato austriaco.
Farmacista di professione, è considerato con Johann Berger uno dei maggiori esponenti della "scuola tedesca di composizione". La scuola tedesca, diversamente dalla scuola boema, privilegiava la difficoltà di soluzione rispetto all'eleganza delle posizioni di scacco matto. Fu tra i primi ad evitare chiavi di scacco o di cattura, dando un nuovo corso all'arte problemistica. Compose principalmente problemi in tre e più mosse.
Vinse il primo concorso problemistico tenuto nell'Ottocento, indetto nel 1856 a Londra dalla rivista The Era e organizzato da Johann Löwenthal. Partecipò poi con ottimi risultati a diversi concorsi internazionali:
- New York 1857, abbinato al First American Chess Congress, il primo grande torneo organizzato negli Stati Uniti: primo premio;
- Parigi 1860, organizzato dal Café de la Régence: secondo premio;
- Londra 1862, abbinato al torneo London Chess Congress 1862 (vinto da Anderssen e primo grande torneo giocato da Steinitz): primo premio davanti a Josef Plachutta e Antonin Nowotny.[1]

Partecipò anche a concorsi italiani, nel 1876 vinse il secondo premio della Nuova Rivista degli Scacchi.
Nel 1855 pubblicò sulla Leipziger Illustrierte Zeitung un matto in nove mosse ora noto come « il problema immortale », in cui il bianco sacrifica tutti i pezzi (donna, due torri, alfiere,  cavallo e due pedoni) per creare una posizione in cui l'unico superstite, un pedone, dà matto.
Due suoi primi premi:
|   | a | b | c | d | e | f | g | h |   |
| 8 | b8 cavallo del nero · e8 donna del bianco · g7 pedone del nero · d6 pedone del nero · e6 alfiere del bianco · d5 cavallo del bianco · e5 re del nero · f5 pedone del bianco · g5 pedone del bianco · d4 donna del nero · e4 torre del nero · h4 cavallo del nero · c3 torre del bianco · e3 torre del bianco · h3 re del bianco · b2 alfiere del bianco · g2 cavallo del bianco | b8 cavallo del nero · e8 donna del bianco · g7 pedone del nero · d6 pedone del nero · e6 alfiere del bianco · d5 cavallo del bianco · e5 re del nero · f5 pedone del bianco · g5 pedone del bianco · d4 donna del nero · e4 torre del nero · h4 cavallo del nero · c3 torre del bianco · e3 torre del bianco · h3 re del bianco · b2 alfiere del bianco · g2 cavallo del bianco | b8 cavallo del nero · e8 donna del bianco · g7 pedone del nero · d6 pedone del nero · e6 alfiere del bianco · d5 cavallo del bianco · e5 re del nero · f5 pedone del bianco · g5 pedone del bianco · d4 donna del nero · e4 torre del nero · h4 cavallo del nero · c3 torre del bianco · e3 torre del bianco · h3 re del bianco · b2 alfiere del bianco · g2 cavallo del bianco | b8 cavallo del nero · e8 donna del bianco · g7 pedone del nero · d6 pedone del nero · e6 alfiere del bianco · d5 cavallo del bianco · e5 re del nero · f5 pedone del bianco · g5 pedone del bianco · d4 donna del nero · e4 torre del nero · h4 cavallo del nero · c3 torre del bianco · e3 torre del bianco · h3 re del bianco · b2 alfiere del bianco · g2 cavallo del bianco | b8 cavallo del nero · e8 donna del bianco · g7 pedone del nero · d6 pedone del nero · e6 alfiere del bianco · d5 cavallo del bianco · e5 re del nero · f5 pedone del bianco · g5 pedone del bianco · d4 donna del nero · e4 torre del nero · h4 cavallo del nero · c3 torre del bianco · e3 torre del bianco · h3 re del bianco · b2 alfiere del bianco · g2 cavallo del bianco | b8 cavallo del nero · e8 donna del bianco · g7 pedone del nero · d6 pedone del nero · e6 alfiere del bianco · d5 cavallo del bianco · e5 re del nero · f5 pedone del bianco · g5 pedone del bianco · d4 donna del nero · e4 torre del nero · h4 cavallo del nero · c3 torre del bianco · e3 torre del bianco · h3 re del bianco · b2 alfiere del bianco · g2 cavallo del bianco | b8 cavallo del nero · e8 donna del bianco · g7 pedone del nero · d6 pedone del nero · e6 alfiere del bianco · d5 cavallo del bianco · e5 re del nero · f5 pedone del bianco · g5 pedone del bianco · d4 donna del nero · e4 torre del nero · h4 cavallo del nero · c3 torre del bianco · e3 torre del bianco · h3 re del bianco · b2 alfiere del bianco · g2 cavallo del bianco | b8 cavallo del nero · e8 donna del bianco · g7 pedone del nero · d6 pedone del nero · e6 alfiere del bianco · d5 cavallo del bianco · e5 re del nero · f5 pedone del bianco · g5 pedone del bianco · d4 donna del nero · e4 torre del nero · h4 cavallo del nero · c3 torre del bianco · e3 torre del bianco · h3 re del bianco · b2 alfiere del bianco · g2 cavallo del bianco | 8 |
| 7 | b8 cavallo del nero · e8 donna del bianco · g7 pedone del nero · d6 pedone del nero · e6 alfiere del bianco · d5 cavallo del bianco · e5 re del nero · f5 pedone del bianco · g5 pedone del bianco · d4 donna del nero · e4 torre del nero · h4 cavallo del nero · c3 torre del bianco · e3 torre del bianco · h3 re del bianco · b2 alfiere del bianco · g2 cavallo del bianco | b8 cavallo del nero · e8 donna del bianco · g7 pedone del nero · d6 pedone del nero · e6 alfiere del bianco · d5 cavallo del bianco · e5 re del nero · f5 pedone del bianco · g5 pedone del bianco · d4 donna del nero · e4 torre del nero · h4 cavallo del nero · c3 torre del bianco · e3 torre del bianco · h3 re del bianco · b2 alfiere del bianco · g2 cavallo del bianco | b8 cavallo del nero · e8 donna del bianco · g7 pedone del nero · d6 pedone del nero · e6 alfiere del bianco · d5 cavallo del bianco · e5 re del nero · f5 pedone del bianco · g5 pedone del bianco · d4 donna del nero · e4 torre del nero · h4 cavallo del nero · c3 torre del bianco · e3 torre del bianco · h3 re del bianco · b2 alfiere del bianco · g2 cavallo del bianco | b8 cavallo del nero · e8 donna del bianco · g7 pedone del nero · d6 pedone del nero · e6 alfiere del bianco · d5 cavallo del bianco · e5 re del nero · f5 pedone del bianco · g5 pedone del bianco · d4 donna del nero · e4 torre del nero · h4 cavallo del nero · c3 torre del bianco · e3 torre del bianco · h3 re del bianco · b2 alfiere del bianco · g2 cavallo del bianco | b8 cavallo del nero · e8 donna del bianco · g7 pedone del nero · d6 pedone del nero · e6 alfiere del bianco · d5 cavallo del bianco · e5 re del nero · f5 pedone del bianco · g5 pedone del bianco · d4 donna del nero · e4 torre del nero · h4 cavallo del nero · c3 torre del bianco · e3 torre del bianco · h3 re del bianco · b2 alfiere del bianco · g2 cavallo del bianco | b8 cavallo del nero · e8 donna del bianco · g7 pedone del nero · d6 pedone del nero · e6 alfiere del bianco · d5 cavallo del bianco · e5 re del nero · f5 pedone del bianco · g5 pedone del bianco · d4 donna del nero · e4 torre del nero · h4 cavallo del nero · c3 torre del bianco · e3 torre del bianco · h3 re del bianco · b2 alfiere del bianco · g2 cavallo del bianco | b8 cavallo del nero · e8 donna del bianco · g7 pedone del nero · d6 pedone del nero · e6 alfiere del bianco · d5 cavallo del bianco · e5 re del nero · f5 pedone del bianco · g5 pedone del bianco · d4 donna del nero · e4 torre del nero · h4 cavallo del nero · c3 torre del bianco · e3 torre del bianco · h3 re del bianco · b2 alfiere del bianco · g2 cavallo del bianco | b8 cavallo del nero · e8 donna del bianco · g7 pedone del nero · d6 pedone del nero · e6 alfiere del bianco · d5 cavallo del bianco · e5 re del nero · f5 pedone del bianco · g5 pedone del bianco · d4 donna del nero · e4 torre del nero · h4 cavallo del nero · c3 torre del bianco · e3 torre del bianco · h3 re del bianco · b2 alfiere del bianco · g2 cavallo del bianco | 7 |
| 6 | b8 cavallo del nero · e8 donna del bianco · g7 pedone del nero · d6 pedone del nero · e6 alfiere del bianco · d5 cavallo del bianco · e5 re del nero · f5 pedone del bianco · g5 pedone del bianco · d4 donna del nero · e4 torre del nero · h4 cavallo del nero · c3 torre del bianco · e3 torre del bianco · h3 re del bianco · b2 alfiere del bianco · g2 cavallo del bianco | b8 cavallo del nero · e8 donna del bianco · g7 pedone del nero · d6 pedone del nero · e6 alfiere del bianco · d5 cavallo del bianco · e5 re del nero · f5 pedone del bianco · g5 pedone del bianco · d4 donna del nero · e4 torre del nero · h4 cavallo del nero · c3 torre del bianco · e3 torre del bianco · h3 re del bianco · b2 alfiere del bianco · g2 cavallo del bianco | b8 cavallo del nero · e8 donna del bianco · g7 pedone del nero · d6 pedone del nero · e6 alfiere del bianco · d5 cavallo del bianco · e5 re del nero · f5 pedone del bianco · g5 pedone del bianco · d4 donna del nero · e4 torre del nero · h4 cavallo del nero · c3 torre del bianco · e3 torre del bianco · h3 re del bianco · b2 alfiere del bianco · g2 cavallo del bianco | b8 cavallo del nero · e8 donna del bianco · g7 pedone del nero · d6 pedone del nero · e6 alfiere del bianco · d5 cavallo del bianco · e5 re del nero · f5 pedone del bianco · g5 pedone del bianco · d4 donna del nero · e4 torre del nero · h4 cavallo del nero · c3 torre del bianco · e3 torre del bianco · h3 re del bianco · b2 alfiere del bianco · g2 cavallo del bianco | b8 cavallo del nero · e8 donna del bianco · g7 pedone del nero · d6 pedone del nero · e6 alfiere del bianco · d5 cavallo del bianco · e5 re del nero · f5 pedone del bianco · g5 pedone del bianco · d4 donna del nero · e4 torre del nero · h4 cavallo del nero · c3 torre del bianco · e3 torre del bianco · h3 re del bianco · b2 alfiere del bianco · g2 cavallo del bianco | b8 cavallo del nero · e8 donna del bianco · g7 pedone del nero · d6 pedone del nero · e6 alfiere del bianco · d5 cavallo del bianco · e5 re del nero · f5 pedone del bianco · g5 pedone del bianco · d4 donna del nero · e4 torre del nero · h4 cavallo del nero · c3 torre del bianco · e3 torre del bianco · h3 re del bianco · b2 alfiere del bianco · g2 cavallo del bianco | b8 cavallo del nero · e8 donna del bianco · g7 pedone del nero · d6 pedone del nero · e6 alfiere del bianco · d5 cavallo del bianco · e5 re del nero · f5 pedone del bianco · g5 pedone del bianco · d4 donna del nero · e4 torre del nero · h4 cavallo del nero · c3 torre del bianco · e3 torre del bianco · h3 re del bianco · b2 alfiere del bianco · g2 cavallo del bianco | b8 cavallo del nero · e8 donna del bianco · g7 pedone del nero · d6 pedone del nero · e6 alfiere del bianco · d5 cavallo del bianco · e5 re del nero · f5 pedone del bianco · g5 pedone del bianco · d4 donna del nero · e4 torre del nero · h4 cavallo del nero · c3 torre del bianco · e3 torre del bianco · h3 re del bianco · b2 alfiere del bianco · g2 cavallo del bianco | 6 |
| 5 | b8 cavallo del nero · e8 donna del bianco · g7 pedone del nero · d6 pedone del nero · e6 alfiere del bianco · d5 cavallo del bianco · e5 re del nero · f5 pedone del bianco · g5 pedone del bianco · d4 donna del nero · e4 torre del nero · h4 cavallo del nero · c3 torre del bianco · e3 torre del bianco · h3 re del bianco · b2 alfiere del bianco · g2 cavallo del bianco | b8 cavallo del nero · e8 donna del bianco · g7 pedone del nero · d6 pedone del nero · e6 alfiere del bianco · d5 cavallo del bianco · e5 re del nero · f5 pedone del bianco · g5 pedone del bianco · d4 donna del nero · e4 torre del nero · h4 cavallo del nero · c3 torre del bianco · e3 torre del bianco · h3 re del bianco · b2 alfiere del bianco · g2 cavallo del bianco | b8 cavallo del nero · e8 donna del bianco · g7 pedone del nero · d6 pedone del nero · e6 alfiere del bianco · d5 cavallo del bianco · e5 re del nero · f5 pedone del bianco · g5 pedone del bianco · d4 donna del nero · e4 torre del nero · h4 cavallo del nero · c3 torre del bianco · e3 torre del bianco · h3 re del bianco · b2 alfiere del bianco · g2 cavallo del bianco | b8 cavallo del nero · e8 donna del bianco · g7 pedone del nero · d6 pedone del nero · e6 alfiere del bianco · d5 cavallo del bianco · e5 re del nero · f5 pedone del bianco · g5 pedone del bianco · d4 donna del nero · e4 torre del nero · h4 cavallo del nero · c3 torre del bianco · e3 torre del bianco · h3 re del bianco · b2 alfiere del bianco · g2 cavallo del bianco | b8 cavallo del nero · e8 donna del bianco · g7 pedone del nero · d6 pedone del nero · e6 alfiere del bianco · d5 cavallo del bianco · e5 re del nero · f5 pedone del bianco · g5 pedone del bianco · d4 donna del nero · e4 torre del nero · h4 cavallo del nero · c3 torre del bianco · e3 torre del bianco · h3 re del bianco · b2 alfiere del bianco · g2 cavallo del bianco | b8 cavallo del nero · e8 donna del bianco · g7 pedone del nero · d6 pedone del nero · e6 alfiere del bianco · d5 cavallo del bianco · e5 re del nero · f5 pedone del bianco · g5 pedone del bianco · d4 donna del nero · e4 torre del nero · h4 cavallo del nero · c3 torre del bianco · e3 torre del bianco · h3 re del bianco · b2 alfiere del bianco · g2 cavallo del bianco | b8 cavallo del nero · e8 donna del bianco · g7 pedone del nero · d6 pedone del nero · e6 alfiere del bianco · d5 cavallo del bianco · e5 re del nero · f5 pedone del bianco · g5 pedone del bianco · d4 donna del nero · e4 torre del nero · h4 cavallo del nero · c3 torre del bianco · e3 torre del bianco · h3 re del bianco · b2 alfiere del bianco · g2 cavallo del bianco | b8 cavallo del nero · e8 donna del bianco · g7 pedone del nero · d6 pedone del nero · e6 alfiere del bianco · d5 cavallo del bianco · e5 re del nero · f5 pedone del bianco · g5 pedone del bianco · d4 donna del nero · e4 torre del nero · h4 cavallo del nero · c3 torre del bianco · e3 torre del bianco · h3 re del bianco · b2 alfiere del bianco · g2 cavallo del bianco | 5 |
| 4 | b8 cavallo del nero · e8 donna del bianco · g7 pedone del nero · d6 pedone del nero · e6 alfiere del bianco · d5 cavallo del bianco · e5 re del nero · f5 pedone del bianco · g5 pedone del bianco · d4 donna del nero · e4 torre del nero · h4 cavallo del nero · c3 torre del bianco · e3 torre del bianco · h3 re del bianco · b2 alfiere del bianco · g2 cavallo del bianco | b8 cavallo del nero · e8 donna del bianco · g7 pedone del nero · d6 pedone del nero · e6 alfiere del bianco · d5 cavallo del bianco · e5 re del nero · f5 pedone del bianco · g5 pedone del bianco · d4 donna del nero · e4 torre del nero · h4 cavallo del nero · c3 torre del bianco · e3 torre del bianco · h3 re del bianco · b2 alfiere del bianco · g2 cavallo del bianco | b8 cavallo del nero · e8 donna del bianco · g7 pedone del nero · d6 pedone del nero · e6 alfiere del bianco · d5 cavallo del bianco · e5 re del nero · f5 pedone del bianco · g5 pedone del bianco · d4 donna del nero · e4 torre del nero · h4 cavallo del nero · c3 torre del bianco · e3 torre del bianco · h3 re del bianco · b2 alfiere del bianco · g2 cavallo del bianco | b8 cavallo del nero · e8 donna del bianco · g7 pedone del nero · d6 pedone del nero · e6 alfiere del bianco · d5 cavallo del bianco · e5 re del nero · f5 pedone del bianco · g5 pedone del bianco · d4 donna del nero · e4 torre del nero · h4 cavallo del nero · c3 torre del bianco · e3 torre del bianco · h3 re del bianco · b2 alfiere del bianco · g2 cavallo del bianco | b8 cavallo del nero · e8 donna del bianco · g7 pedone del nero · d6 pedone del nero · e6 alfiere del bianco · d5 cavallo del bianco · e5 re del nero · f5 pedone del bianco · g5 pedone del bianco · d4 donna del nero · e4 torre del nero · h4 cavallo del nero · c3 torre del bianco · e3 torre del bianco · h3 re del bianco · b2 alfiere del bianco · g2 cavallo del bianco | b8 cavallo del nero · e8 donna del bianco · g7 pedone del nero · d6 pedone del nero · e6 alfiere del bianco · d5 cavallo del bianco · e5 re del nero · f5 pedone del bianco · g5 pedone del bianco · d4 donna del nero · e4 torre del nero · h4 cavallo del nero · c3 torre del bianco · e3 torre del bianco · h3 re del bianco · b2 alfiere del bianco · g2 cavallo del bianco | b8 cavallo del nero · e8 donna del bianco · g7 pedone del nero · d6 pedone del nero · e6 alfiere del bianco · d5 cavallo del bianco · e5 re del nero · f5 pedone del bianco · g5 pedone del bianco · d4 donna del nero · e4 torre del nero · h4 cavallo del nero · c3 torre del bianco · e3 torre del bianco · h3 re del bianco · b2 alfiere del bianco · g2 cavallo del bianco | b8 cavallo del nero · e8 donna del bianco · g7 pedone del nero · d6 pedone del nero · e6 alfiere del bianco · d5 cavallo del bianco · e5 re del nero · f5 pedone del bianco · g5 pedone del bianco · d4 donna del nero · e4 torre del nero · h4 cavallo del nero · c3 torre del bianco · e3 torre del bianco · h3 re del bianco · b2 alfiere del bianco · g2 cavallo del bianco | 4 |
| 3 | b8 cavallo del nero · e8 donna del bianco · g7 pedone del nero · d6 pedone del nero · e6 alfiere del bianco · d5 cavallo del bianco · e5 re del nero · f5 pedone del bianco · g5 pedone del bianco · d4 donna del nero · e4 torre del nero · h4 cavallo del nero · c3 torre del bianco · e3 torre del bianco · h3 re del bianco · b2 alfiere del bianco · g2 cavallo del bianco | b8 cavallo del nero · e8 donna del bianco · g7 pedone del nero · d6 pedone del nero · e6 alfiere del bianco · d5 cavallo del bianco · e5 re del nero · f5 pedone del bianco · g5 pedone del bianco · d4 donna del nero · e4 torre del nero · h4 cavallo del nero · c3 torre del bianco · e3 torre del bianco · h3 re del bianco · b2 alfiere del bianco · g2 cavallo del bianco | b8 cavallo del nero · e8 donna del bianco · g7 pedone del nero · d6 pedone del nero · e6 alfiere del bianco · d5 cavallo del bianco · e5 re del nero · f5 pedone del bianco · g5 pedone del bianco · d4 donna del nero · e4 torre del nero · h4 cavallo del nero · c3 torre del bianco · e3 torre del bianco · h3 re del bianco · b2 alfiere del bianco · g2 cavallo del bianco | b8 cavallo del nero · e8 donna del bianco · g7 pedone del nero · d6 pedone del nero · e6 alfiere del bianco · d5 cavallo del bianco · e5 re del nero · f5 pedone del bianco · g5 pedone del bianco · d4 donna del nero · e4 torre del nero · h4 cavallo del nero · c3 torre del bianco · e3 torre del bianco · h3 re del bianco · b2 alfiere del bianco · g2 cavallo del bianco | b8 cavallo del nero · e8 donna del bianco · g7 pedone del nero · d6 pedone del nero · e6 alfiere del bianco · d5 cavallo del bianco · e5 re del nero · f5 pedone del bianco · g5 pedone del bianco · d4 donna del nero · e4 torre del nero · h4 cavallo del nero · c3 torre del bianco · e3 torre del bianco · h3 re del bianco · b2 alfiere del bianco · g2 cavallo del bianco | b8 cavallo del nero · e8 donna del bianco · g7 pedone del nero · d6 pedone del nero · e6 alfiere del bianco · d5 cavallo del bianco · e5 re del nero · f5 pedone del bianco · g5 pedone del bianco · d4 donna del nero · e4 torre del nero · h4 cavallo del nero · c3 torre del bianco · e3 torre del bianco · h3 re del bianco · b2 alfiere del bianco · g2 cavallo del bianco | b8 cavallo del nero · e8 donna del bianco · g7 pedone del nero · d6 pedone del nero · e6 alfiere del bianco · d5 cavallo del bianco · e5 re del nero · f5 pedone del bianco · g5 pedone del bianco · d4 donna del nero · e4 torre del nero · h4 cavallo del nero · c3 torre del bianco · e3 torre del bianco · h3 re del bianco · b2 alfiere del bianco · g2 cavallo del bianco | b8 cavallo del nero · e8 donna del bianco · g7 pedone del nero · d6 pedone del nero · e6 alfiere del bianco · d5 cavallo del bianco · e5 re del nero · f5 pedone del bianco · g5 pedone del bianco · d4 donna del nero · e4 torre del nero · h4 cavallo del nero · c3 torre del bianco · e3 torre del bianco · h3 re del bianco · b2 alfiere del bianco · g2 cavallo del bianco | 3 |
| 2 | b8 cavallo del nero · e8 donna del bianco · g7 pedone del nero · d6 pedone del nero · e6 alfiere del bianco · d5 cavallo del bianco · e5 re del nero · f5 pedone del bianco · g5 pedone del bianco · d4 donna del nero · e4 torre del nero · h4 cavallo del nero · c3 torre del bianco · e3 torre del bianco · h3 re del bianco · b2 alfiere del bianco · g2 cavallo del bianco | b8 cavallo del nero · e8 donna del bianco · g7 pedone del nero · d6 pedone del nero · e6 alfiere del bianco · d5 cavallo del bianco · e5 re del nero · f5 pedone del bianco · g5 pedone del bianco · d4 donna del nero · e4 torre del nero · h4 cavallo del nero · c3 torre del bianco · e3 torre del bianco · h3 re del bianco · b2 alfiere del bianco · g2 cavallo del bianco | b8 cavallo del nero · e8 donna del bianco · g7 pedone del nero · d6 pedone del nero · e6 alfiere del bianco · d5 cavallo del bianco · e5 re del nero · f5 pedone del bianco · g5 pedone del bianco · d4 donna del nero · e4 torre del nero · h4 cavallo del nero · c3 torre del bianco · e3 torre del bianco · h3 re del bianco · b2 alfiere del bianco · g2 cavallo del bianco | b8 cavallo del nero · e8 donna del bianco · g7 pedone del nero · d6 pedone del nero · e6 alfiere del bianco · d5 cavallo del bianco · e5 re del nero · f5 pedone del bianco · g5 pedone del bianco · d4 donna del nero · e4 torre del nero · h4 cavallo del nero · c3 torre del bianco · e3 torre del bianco · h3 re del bianco · b2 alfiere del bianco · g2 cavallo del bianco | b8 cavallo del nero · e8 donna del bianco · g7 pedone del nero · d6 pedone del nero · e6 alfiere del bianco · d5 cavallo del bianco · e5 re del nero · f5 pedone del bianco · g5 pedone del bianco · d4 donna del nero · e4 torre del nero · h4 cavallo del nero · c3 torre del bianco · e3 torre del bianco · h3 re del bianco · b2 alfiere del bianco · g2 cavallo del bianco | b8 cavallo del nero · e8 donna del bianco · g7 pedone del nero · d6 pedone del nero · e6 alfiere del bianco · d5 cavallo del bianco · e5 re del nero · f5 pedone del bianco · g5 pedone del bianco · d4 donna del nero · e4 torre del nero · h4 cavallo del nero · c3 torre del bianco · e3 torre del bianco · h3 re del bianco · b2 alfiere del bianco · g2 cavallo del bianco | b8 cavallo del nero · e8 donna del bianco · g7 pedone del nero · d6 pedone del nero · e6 alfiere del bianco · d5 cavallo del bianco · e5 re del nero · f5 pedone del bianco · g5 pedone del bianco · d4 donna del nero · e4 torre del nero · h4 cavallo del nero · c3 torre del bianco · e3 torre del bianco · h3 re del bianco · b2 alfiere del bianco · g2 cavallo del bianco | b8 cavallo del nero · e8 donna del bianco · g7 pedone del nero · d6 pedone del nero · e6 alfiere del bianco · d5 cavallo del bianco · e5 re del nero · f5 pedone del bianco · g5 pedone del bianco · d4 donna del nero · e4 torre del nero · h4 cavallo del nero · c3 torre del bianco · e3 torre del bianco · h3 re del bianco · b2 alfiere del bianco · g2 cavallo del bianco | 2 |
| 1 | b8 cavallo del nero · e8 donna del bianco · g7 pedone del nero · d6 pedone del nero · e6 alfiere del bianco · d5 cavallo del bianco · e5 re del nero · f5 pedone del bianco · g5 pedone del bianco · d4 donna del nero · e4 torre del nero · h4 cavallo del nero · c3 torre del bianco · e3 torre del bianco · h3 re del bianco · b2 alfiere del bianco · g2 cavallo del bianco | b8 cavallo del nero · e8 donna del bianco · g7 pedone del nero · d6 pedone del nero · e6 alfiere del bianco · d5 cavallo del bianco · e5 re del nero · f5 pedone del bianco · g5 pedone del bianco · d4 donna del nero · e4 torre del nero · h4 cavallo del nero · c3 torre del bianco · e3 torre del bianco · h3 re del bianco · b2 alfiere del bianco · g2 cavallo del bianco | b8 cavallo del nero · e8 donna del bianco · g7 pedone del nero · d6 pedone del nero · e6 alfiere del bianco · d5 cavallo del bianco · e5 re del nero · f5 pedone del bianco · g5 pedone del bianco · d4 donna del nero · e4 torre del nero · h4 cavallo del nero · c3 torre del bianco · e3 torre del bianco · h3 re del bianco · b2 alfiere del bianco · g2 cavallo del bianco | b8 cavallo del nero · e8 donna del bianco · g7 pedone del nero · d6 pedone del nero · e6 alfiere del bianco · d5 cavallo del bianco · e5 re del nero · f5 pedone del bianco · g5 pedone del bianco · d4 donna del nero · e4 torre del nero · h4 cavallo del nero · c3 torre del bianco · e3 torre del bianco · h3 re del bianco · b2 alfiere del bianco · g2 cavallo del bianco | b8 cavallo del nero · e8 donna del bianco · g7 pedone del nero · d6 pedone del nero · e6 alfiere del bianco · d5 cavallo del bianco · e5 re del nero · f5 pedone del bianco · g5 pedone del bianco · d4 donna del nero · e4 torre del nero · h4 cavallo del nero · c3 torre del bianco · e3 torre del bianco · h3 re del bianco · b2 alfiere del bianco · g2 cavallo del bianco | b8 cavallo del nero · e8 donna del bianco · g7 pedone del nero · d6 pedone del nero · e6 alfiere del bianco · d5 cavallo del bianco · e5 re del nero · f5 pedone del bianco · g5 pedone del bianco · d4 donna del nero · e4 torre del nero · h4 cavallo del nero · c3 torre del bianco · e3 torre del bianco · h3 re del bianco · b2 alfiere del bianco · g2 cavallo del bianco | b8 cavallo del nero · e8 donna del bianco · g7 pedone del nero · d6 pedone del nero · e6 alfiere del bianco · d5 cavallo del bianco · e5 re del nero · f5 pedone del bianco · g5 pedone del bianco · d4 donna del nero · e4 torre del nero · h4 cavallo del nero · c3 torre del bianco · e3 torre del bianco · h3 re del bianco · b2 alfiere del bianco · g2 cavallo del bianco | b8 cavallo del nero · e8 donna del bianco · g7 pedone del nero · d6 pedone del nero · e6 alfiere del bianco · d5 cavallo del bianco · e5 re del nero · f5 pedone del bianco · g5 pedone del bianco · d4 donna del nero · e4 torre del nero · h4 cavallo del nero · c3 torre del bianco · e3 torre del bianco · h3 re del bianco · b2 alfiere del bianco · g2 cavallo del bianco | 1 |
|   | a | b | c | d | e | f | g | h |   |

Soluzione:
1. Ce7 !   zugzwang
1... d5  2. Dxb8#

1... Cc6/d7/a6  2. Cc6#

1... g6  2. Qh8#

1... Cxg2/g6/f3/xf5   2. g6#

1... Dd3/d1   2. Rc5#/Rcxd3#

|   | a | b | c | d | e | f | g | h |   |
| 8 | h8 torre del nero · f7 alfiere del bianco · g7 cavallo del bianco · h7 torre del nero · f6 pedone del nero · h6 re del nero · f5 torre del bianco · h5 pedone del nero · f4 torre del bianco · h4 alfiere del nero · a3 alfiere del bianco · a1 re del bianco | h8 torre del nero · f7 alfiere del bianco · g7 cavallo del bianco · h7 torre del nero · f6 pedone del nero · h6 re del nero · f5 torre del bianco · h5 pedone del nero · f4 torre del bianco · h4 alfiere del nero · a3 alfiere del bianco · a1 re del bianco | h8 torre del nero · f7 alfiere del bianco · g7 cavallo del bianco · h7 torre del nero · f6 pedone del nero · h6 re del nero · f5 torre del bianco · h5 pedone del nero · f4 torre del bianco · h4 alfiere del nero · a3 alfiere del bianco · a1 re del bianco | h8 torre del nero · f7 alfiere del bianco · g7 cavallo del bianco · h7 torre del nero · f6 pedone del nero · h6 re del nero · f5 torre del bianco · h5 pedone del nero · f4 torre del bianco · h4 alfiere del nero · a3 alfiere del bianco · a1 re del bianco | h8 torre del nero · f7 alfiere del bianco · g7 cavallo del bianco · h7 torre del nero · f6 pedone del nero · h6 re del nero · f5 torre del bianco · h5 pedone del nero · f4 torre del bianco · h4 alfiere del nero · a3 alfiere del bianco · a1 re del bianco | h8 torre del nero · f7 alfiere del bianco · g7 cavallo del bianco · h7 torre del nero · f6 pedone del nero · h6 re del nero · f5 torre del bianco · h5 pedone del nero · f4 torre del bianco · h4 alfiere del nero · a3 alfiere del bianco · a1 re del bianco | h8 torre del nero · f7 alfiere del bianco · g7 cavallo del bianco · h7 torre del nero · f6 pedone del nero · h6 re del nero · f5 torre del bianco · h5 pedone del nero · f4 torre del bianco · h4 alfiere del nero · a3 alfiere del bianco · a1 re del bianco | h8 torre del nero · f7 alfiere del bianco · g7 cavallo del bianco · h7 torre del nero · f6 pedone del nero · h6 re del nero · f5 torre del bianco · h5 pedone del nero · f4 torre del bianco · h4 alfiere del nero · a3 alfiere del bianco · a1 re del bianco | 8 |
| 7 | h8 torre del nero · f7 alfiere del bianco · g7 cavallo del bianco · h7 torre del nero · f6 pedone del nero · h6 re del nero · f5 torre del bianco · h5 pedone del nero · f4 torre del bianco · h4 alfiere del nero · a3 alfiere del bianco · a1 re del bianco | h8 torre del nero · f7 alfiere del bianco · g7 cavallo del bianco · h7 torre del nero · f6 pedone del nero · h6 re del nero · f5 torre del bianco · h5 pedone del nero · f4 torre del bianco · h4 alfiere del nero · a3 alfiere del bianco · a1 re del bianco | h8 torre del nero · f7 alfiere del bianco · g7 cavallo del bianco · h7 torre del nero · f6 pedone del nero · h6 re del nero · f5 torre del bianco · h5 pedone del nero · f4 torre del bianco · h4 alfiere del nero · a3 alfiere del bianco · a1 re del bianco | h8 torre del nero · f7 alfiere del bianco · g7 cavallo del bianco · h7 torre del nero · f6 pedone del nero · h6 re del nero · f5 torre del bianco · h5 pedone del nero · f4 torre del bianco · h4 alfiere del nero · a3 alfiere del bianco · a1 re del bianco | h8 torre del nero · f7 alfiere del bianco · g7 cavallo del bianco · h7 torre del nero · f6 pedone del nero · h6 re del nero · f5 torre del bianco · h5 pedone del nero · f4 torre del bianco · h4 alfiere del nero · a3 alfiere del bianco · a1 re del bianco | h8 torre del nero · f7 alfiere del bianco · g7 cavallo del bianco · h7 torre del nero · f6 pedone del nero · h6 re del nero · f5 torre del bianco · h5 pedone del nero · f4 torre del bianco · h4 alfiere del nero · a3 alfiere del bianco · a1 re del bianco | h8 torre del nero · f7 alfiere del bianco · g7 cavallo del bianco · h7 torre del nero · f6 pedone del nero · h6 re del nero · f5 torre del bianco · h5 pedone del nero · f4 torre del bianco · h4 alfiere del nero · a3 alfiere del bianco · a1 re del bianco | h8 torre del nero · f7 alfiere del bianco · g7 cavallo del bianco · h7 torre del nero · f6 pedone del nero · h6 re del nero · f5 torre del bianco · h5 pedone del nero · f4 torre del bianco · h4 alfiere del nero · a3 alfiere del bianco · a1 re del bianco | 7 |
| 6 | h8 torre del nero · f7 alfiere del bianco · g7 cavallo del bianco · h7 torre del nero · f6 pedone del nero · h6 re del nero · f5 torre del bianco · h5 pedone del nero · f4 torre del bianco · h4 alfiere del nero · a3 alfiere del bianco · a1 re del bianco | h8 torre del nero · f7 alfiere del bianco · g7 cavallo del bianco · h7 torre del nero · f6 pedone del nero · h6 re del nero · f5 torre del bianco · h5 pedone del nero · f4 torre del bianco · h4 alfiere del nero · a3 alfiere del bianco · a1 re del bianco | h8 torre del nero · f7 alfiere del bianco · g7 cavallo del bianco · h7 torre del nero · f6 pedone del nero · h6 re del nero · f5 torre del bianco · h5 pedone del nero · f4 torre del bianco · h4 alfiere del nero · a3 alfiere del bianco · a1 re del bianco | h8 torre del nero · f7 alfiere del bianco · g7 cavallo del bianco · h7 torre del nero · f6 pedone del nero · h6 re del nero · f5 torre del bianco · h5 pedone del nero · f4 torre del bianco · h4 alfiere del nero · a3 alfiere del bianco · a1 re del bianco | h8 torre del nero · f7 alfiere del bianco · g7 cavallo del bianco · h7 torre del nero · f6 pedone del nero · h6 re del nero · f5 torre del bianco · h5 pedone del nero · f4 torre del bianco · h4 alfiere del nero · a3 alfiere del bianco · a1 re del bianco | h8 torre del nero · f7 alfiere del bianco · g7 cavallo del bianco · h7 torre del nero · f6 pedone del nero · h6 re del nero · f5 torre del bianco · h5 pedone del nero · f4 torre del bianco · h4 alfiere del nero · a3 alfiere del bianco · a1 re del bianco | h8 torre del nero · f7 alfiere del bianco · g7 cavallo del bianco · h7 torre del nero · f6 pedone del nero · h6 re del nero · f5 torre del bianco · h5 pedone del nero · f4 torre del bianco · h4 alfiere del nero · a3 alfiere del bianco · a1 re del bianco | h8 torre del nero · f7 alfiere del bianco · g7 cavallo del bianco · h7 torre del nero · f6 pedone del nero · h6 re del nero · f5 torre del bianco · h5 pedone del nero · f4 torre del bianco · h4 alfiere del nero · a3 alfiere del bianco · a1 re del bianco | 6 |
| 5 | h8 torre del nero · f7 alfiere del bianco · g7 cavallo del bianco · h7 torre del nero · f6 pedone del nero · h6 re del nero · f5 torre del bianco · h5 pedone del nero · f4 torre del bianco · h4 alfiere del nero · a3 alfiere del bianco · a1 re del bianco | h8 torre del nero · f7 alfiere del bianco · g7 cavallo del bianco · h7 torre del nero · f6 pedone del nero · h6 re del nero · f5 torre del bianco · h5 pedone del nero · f4 torre del bianco · h4 alfiere del nero · a3 alfiere del bianco · a1 re del bianco | h8 torre del nero · f7 alfiere del bianco · g7 cavallo del bianco · h7 torre del nero · f6 pedone del nero · h6 re del nero · f5 torre del bianco · h5 pedone del nero · f4 torre del bianco · h4 alfiere del nero · a3 alfiere del bianco · a1 re del bianco | h8 torre del nero · f7 alfiere del bianco · g7 cavallo del bianco · h7 torre del nero · f6 pedone del nero · h6 re del nero · f5 torre del bianco · h5 pedone del nero · f4 torre del bianco · h4 alfiere del nero · a3 alfiere del bianco · a1 re del bianco | h8 torre del nero · f7 alfiere del bianco · g7 cavallo del bianco · h7 torre del nero · f6 pedone del nero · h6 re del nero · f5 torre del bianco · h5 pedone del nero · f4 torre del bianco · h4 alfiere del nero · a3 alfiere del bianco · a1 re del bianco | h8 torre del nero · f7 alfiere del bianco · g7 cavallo del bianco · h7 torre del nero · f6 pedone del nero · h6 re del nero · f5 torre del bianco · h5 pedone del nero · f4 torre del bianco · h4 alfiere del nero · a3 alfiere del bianco · a1 re del bianco | h8 torre del nero · f7 alfiere del bianco · g7 cavallo del bianco · h7 torre del nero · f6 pedone del nero · h6 re del nero · f5 torre del bianco · h5 pedone del nero · f4 torre del bianco · h4 alfiere del nero · a3 alfiere del bianco · a1 re del bianco | h8 torre del nero · f7 alfiere del bianco · g7 cavallo del bianco · h7 torre del nero · f6 pedone del nero · h6 re del nero · f5 torre del bianco · h5 pedone del nero · f4 torre del bianco · h4 alfiere del nero · a3 alfiere del bianco · a1 re del bianco | 5 |
| 4 | h8 torre del nero · f7 alfiere del bianco · g7 cavallo del bianco · h7 torre del nero · f6 pedone del nero · h6 re del nero · f5 torre del bianco · h5 pedone del nero · f4 torre del bianco · h4 alfiere del nero · a3 alfiere del bianco · a1 re del bianco | h8 torre del nero · f7 alfiere del bianco · g7 cavallo del bianco · h7 torre del nero · f6 pedone del nero · h6 re del nero · f5 torre del bianco · h5 pedone del nero · f4 torre del bianco · h4 alfiere del nero · a3 alfiere del bianco · a1 re del bianco | h8 torre del nero · f7 alfiere del bianco · g7 cavallo del bianco · h7 torre del nero · f6 pedone del nero · h6 re del nero · f5 torre del bianco · h5 pedone del nero · f4 torre del bianco · h4 alfiere del nero · a3 alfiere del bianco · a1 re del bianco | h8 torre del nero · f7 alfiere del bianco · g7 cavallo del bianco · h7 torre del nero · f6 pedone del nero · h6 re del nero · f5 torre del bianco · h5 pedone del nero · f4 torre del bianco · h4 alfiere del nero · a3 alfiere del bianco · a1 re del bianco | h8 torre del nero · f7 alfiere del bianco · g7 cavallo del bianco · h7 torre del nero · f6 pedone del nero · h6 re del nero · f5 torre del bianco · h5 pedone del nero · f4 torre del bianco · h4 alfiere del nero · a3 alfiere del bianco · a1 re del bianco | h8 torre del nero · f7 alfiere del bianco · g7 cavallo del bianco · h7 torre del nero · f6 pedone del nero · h6 re del nero · f5 torre del bianco · h5 pedone del nero · f4 torre del bianco · h4 alfiere del nero · a3 alfiere del bianco · a1 re del bianco | h8 torre del nero · f7 alfiere del bianco · g7 cavallo del bianco · h7 torre del nero · f6 pedone del nero · h6 re del nero · f5 torre del bianco · h5 pedone del nero · f4 torre del bianco · h4 alfiere del nero · a3 alfiere del bianco · a1 re del bianco | h8 torre del nero · f7 alfiere del bianco · g7 cavallo del bianco · h7 torre del nero · f6 pedone del nero · h6 re del nero · f5 torre del bianco · h5 pedone del nero · f4 torre del bianco · h4 alfiere del nero · a3 alfiere del bianco · a1 re del bianco | 4 |
| 3 | h8 torre del nero · f7 alfiere del bianco · g7 cavallo del bianco · h7 torre del nero · f6 pedone del nero · h6 re del nero · f5 torre del bianco · h5 pedone del nero · f4 torre del bianco · h4 alfiere del nero · a3 alfiere del bianco · a1 re del bianco | h8 torre del nero · f7 alfiere del bianco · g7 cavallo del bianco · h7 torre del nero · f6 pedone del nero · h6 re del nero · f5 torre del bianco · h5 pedone del nero · f4 torre del bianco · h4 alfiere del nero · a3 alfiere del bianco · a1 re del bianco | h8 torre del nero · f7 alfiere del bianco · g7 cavallo del bianco · h7 torre del nero · f6 pedone del nero · h6 re del nero · f5 torre del bianco · h5 pedone del nero · f4 torre del bianco · h4 alfiere del nero · a3 alfiere del bianco · a1 re del bianco | h8 torre del nero · f7 alfiere del bianco · g7 cavallo del bianco · h7 torre del nero · f6 pedone del nero · h6 re del nero · f5 torre del bianco · h5 pedone del nero · f4 torre del bianco · h4 alfiere del nero · a3 alfiere del bianco · a1 re del bianco | h8 torre del nero · f7 alfiere del bianco · g7 cavallo del bianco · h7 torre del nero · f6 pedone del nero · h6 re del nero · f5 torre del bianco · h5 pedone del nero · f4 torre del bianco · h4 alfiere del nero · a3 alfiere del bianco · a1 re del bianco | h8 torre del nero · f7 alfiere del bianco · g7 cavallo del bianco · h7 torre del nero · f6 pedone del nero · h6 re del nero · f5 torre del bianco · h5 pedone del nero · f4 torre del bianco · h4 alfiere del nero · a3 alfiere del bianco · a1 re del bianco | h8 torre del nero · f7 alfiere del bianco · g7 cavallo del bianco · h7 torre del nero · f6 pedone del nero · h6 re del nero · f5 torre del bianco · h5 pedone del nero · f4 torre del bianco · h4 alfiere del nero · a3 alfiere del bianco · a1 re del bianco | h8 torre del nero · f7 alfiere del bianco · g7 cavallo del bianco · h7 torre del nero · f6 pedone del nero · h6 re del nero · f5 torre del bianco · h5 pedone del nero · f4 torre del bianco · h4 alfiere del nero · a3 alfiere del bianco · a1 re del bianco | 3 |
| 2 | h8 torre del nero · f7 alfiere del bianco · g7 cavallo del bianco · h7 torre del nero · f6 pedone del nero · h6 re del nero · f5 torre del bianco · h5 pedone del nero · f4 torre del bianco · h4 alfiere del nero · a3 alfiere del bianco · a1 re del bianco | h8 torre del nero · f7 alfiere del bianco · g7 cavallo del bianco · h7 torre del nero · f6 pedone del nero · h6 re del nero · f5 torre del bianco · h5 pedone del nero · f4 torre del bianco · h4 alfiere del nero · a3 alfiere del bianco · a1 re del bianco | h8 torre del nero · f7 alfiere del bianco · g7 cavallo del bianco · h7 torre del nero · f6 pedone del nero · h6 re del nero · f5 torre del bianco · h5 pedone del nero · f4 torre del bianco · h4 alfiere del nero · a3 alfiere del bianco · a1 re del bianco | h8 torre del nero · f7 alfiere del bianco · g7 cavallo del bianco · h7 torre del nero · f6 pedone del nero · h6 re del nero · f5 torre del bianco · h5 pedone del nero · f4 torre del bianco · h4 alfiere del nero · a3 alfiere del bianco · a1 re del bianco | h8 torre del nero · f7 alfiere del bianco · g7 cavallo del bianco · h7 torre del nero · f6 pedone del nero · h6 re del nero · f5 torre del bianco · h5 pedone del nero · f4 torre del bianco · h4 alfiere del nero · a3 alfiere del bianco · a1 re del bianco | h8 torre del nero · f7 alfiere del bianco · g7 cavallo del bianco · h7 torre del nero · f6 pedone del nero · h6 re del nero · f5 torre del bianco · h5 pedone del nero · f4 torre del bianco · h4 alfiere del nero · a3 alfiere del bianco · a1 re del bianco | h8 torre del nero · f7 alfiere del bianco · g7 cavallo del bianco · h7 torre del nero · f6 pedone del nero · h6 re del nero · f5 torre del bianco · h5 pedone del nero · f4 torre del bianco · h4 alfiere del nero · a3 alfiere del bianco · a1 re del bianco | h8 torre del nero · f7 alfiere del bianco · g7 cavallo del bianco · h7 torre del nero · f6 pedone del nero · h6 re del nero · f5 torre del bianco · h5 pedone del nero · f4 torre del bianco · h4 alfiere del nero · a3 alfiere del bianco · a1 re del bianco | 2 |
| 1 | h8 torre del nero · f7 alfiere del bianco · g7 cavallo del bianco · h7 torre del nero · f6 pedone del nero · h6 re del nero · f5 torre del bianco · h5 pedone del nero · f4 torre del bianco · h4 alfiere del nero · a3 alfiere del bianco · a1 re del bianco | h8 torre del nero · f7 alfiere del bianco · g7 cavallo del bianco · h7 torre del nero · f6 pedone del nero · h6 re del nero · f5 torre del bianco · h5 pedone del nero · f4 torre del bianco · h4 alfiere del nero · a3 alfiere del bianco · a1 re del bianco | h8 torre del nero · f7 alfiere del bianco · g7 cavallo del bianco · h7 torre del nero · f6 pedone del nero · h6 re del nero · f5 torre del bianco · h5 pedone del nero · f4 torre del bianco · h4 alfiere del nero · a3 alfiere del bianco · a1 re del bianco | h8 torre del nero · f7 alfiere del bianco · g7 cavallo del bianco · h7 torre del nero · f6 pedone del nero · h6 re del nero · f5 torre del bianco · h5 pedone del nero · f4 torre del bianco · h4 alfiere del nero · a3 alfiere del bianco · a1 re del bianco | h8 torre del nero · f7 alfiere del bianco · g7 cavallo del bianco · h7 torre del nero · f6 pedone del nero · h6 re del nero · f5 torre del bianco · h5 pedone del nero · f4 torre del bianco · h4 alfiere del nero · a3 alfiere del bianco · a1 re del bianco | h8 torre del nero · f7 alfiere del bianco · g7 cavallo del bianco · h7 torre del nero · f6 pedone del nero · h6 re del nero · f5 torre del bianco · h5 pedone del nero · f4 torre del bianco · h4 alfiere del nero · a3 alfiere del bianco · a1 re del bianco | h8 torre del nero · f7 alfiere del bianco · g7 cavallo del bianco · h7 torre del nero · f6 pedone del nero · h6 re del nero · f5 torre del bianco · h5 pedone del nero · f4 torre del bianco · h4 alfiere del nero · a3 alfiere del bianco · a1 re del bianco | h8 torre del nero · f7 alfiere del bianco · g7 cavallo del bianco · h7 torre del nero · f6 pedone del nero · h6 re del nero · f5 torre del bianco · h5 pedone del nero · f4 torre del bianco · h4 alfiere del nero · a3 alfiere del bianco · a1 re del bianco | 1 |
|   | a | b | c | d | e | f | g | h |   |

Soluzione:
1. Tg4 !  (min. Txh5# e Tg6#)
1. ...hxg4  2. Tg5! Axg5/fxg5  3. Cf5#

(2. ...Rxg5 3. Ac1#;  2...Txg7 3. Txh5#)

1. ...Ag5  2. Txg5! fxg5  3. Cf5#

 (2...Txg7  3. Txh5#)